# 卡普欽橋 (什科菲亞洛卡)

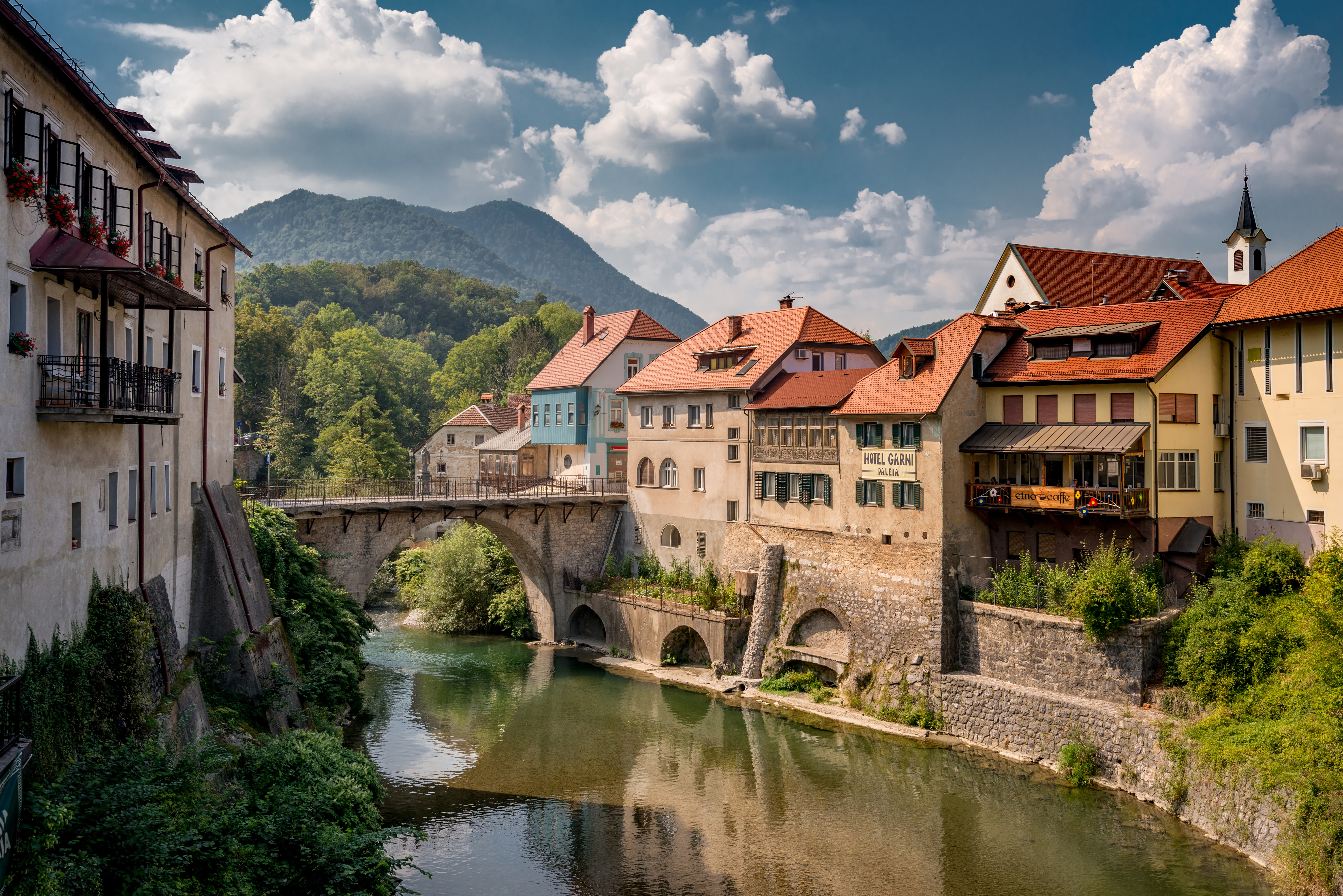
位於斯洛維尼亞什科菲亞洛卡的卡普欽橋

卡普欽橋是斯洛文尼亞境內一座建於中世纪的石桥，該橋横跨塞尔斯卡-索拉河，並且位于什科菲亞洛卡老城的北侧。这座桥建于14世纪中叶，是斯洛文尼亚现存最古老的桥梁。該橋於19世纪末拓宽。1974年，該橋加入了钢筋混凝土，并且人行道也被修复。